# Tipuana tipu
Tipuana tipu là một loài thực vật có hoa trong họ Đậu. Loài này được (Benth.) Kuntze miêu tả khoa học đầu tiên.

## Hình ảnh

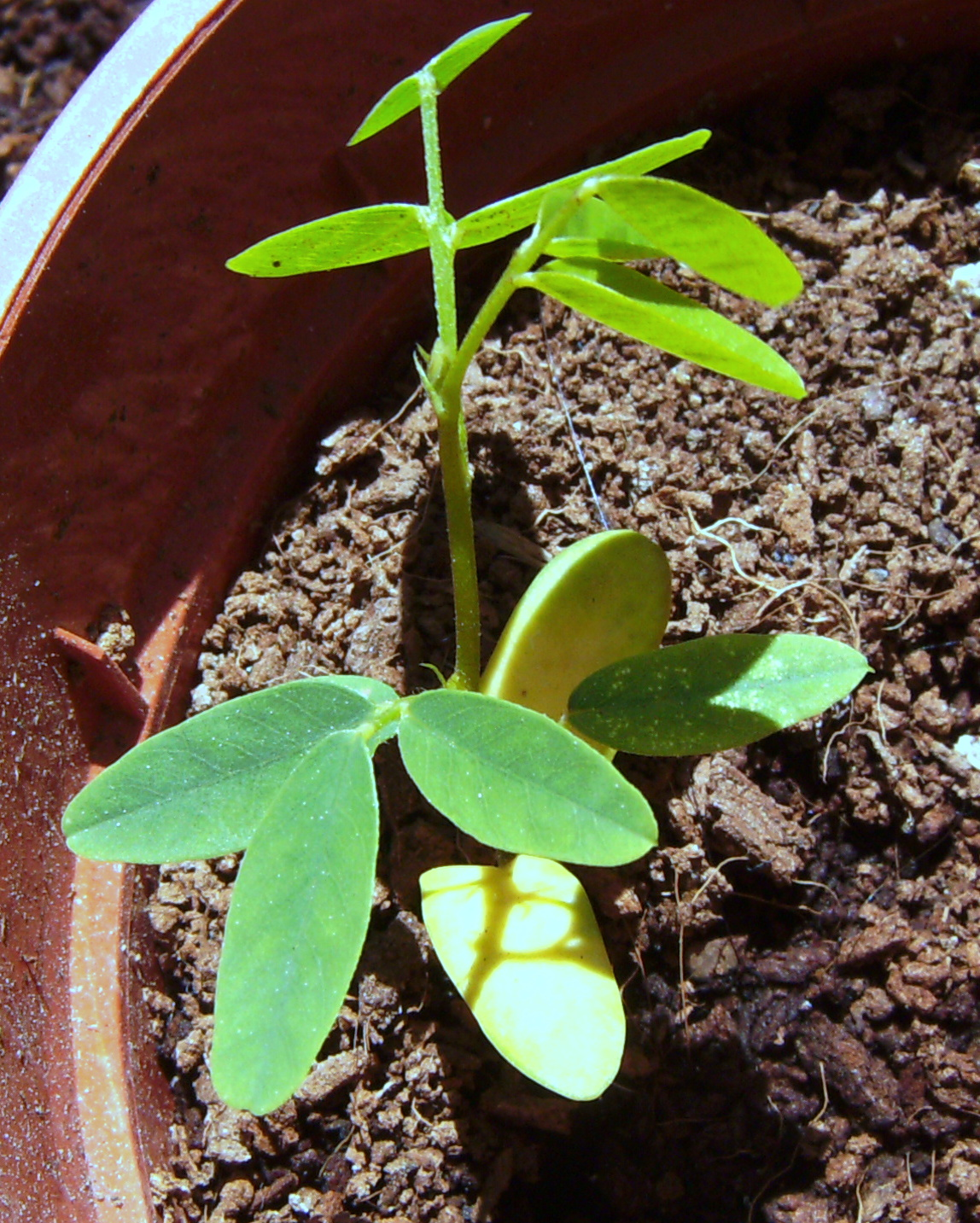
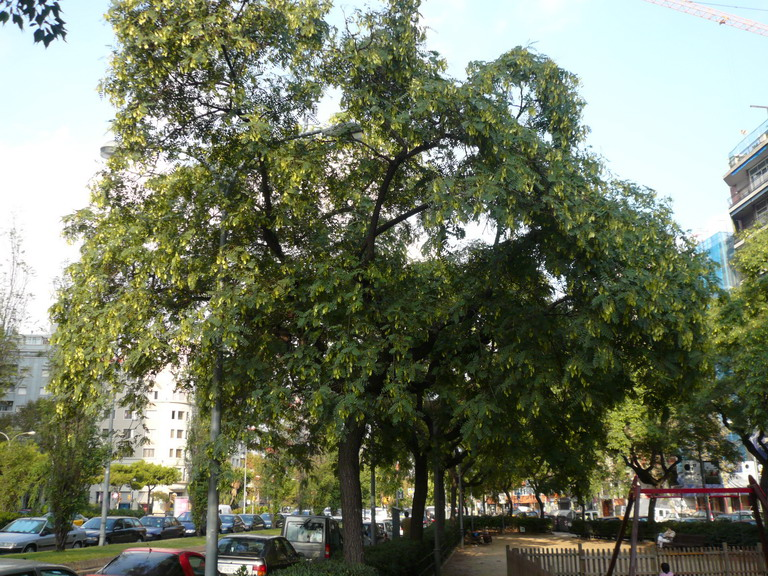
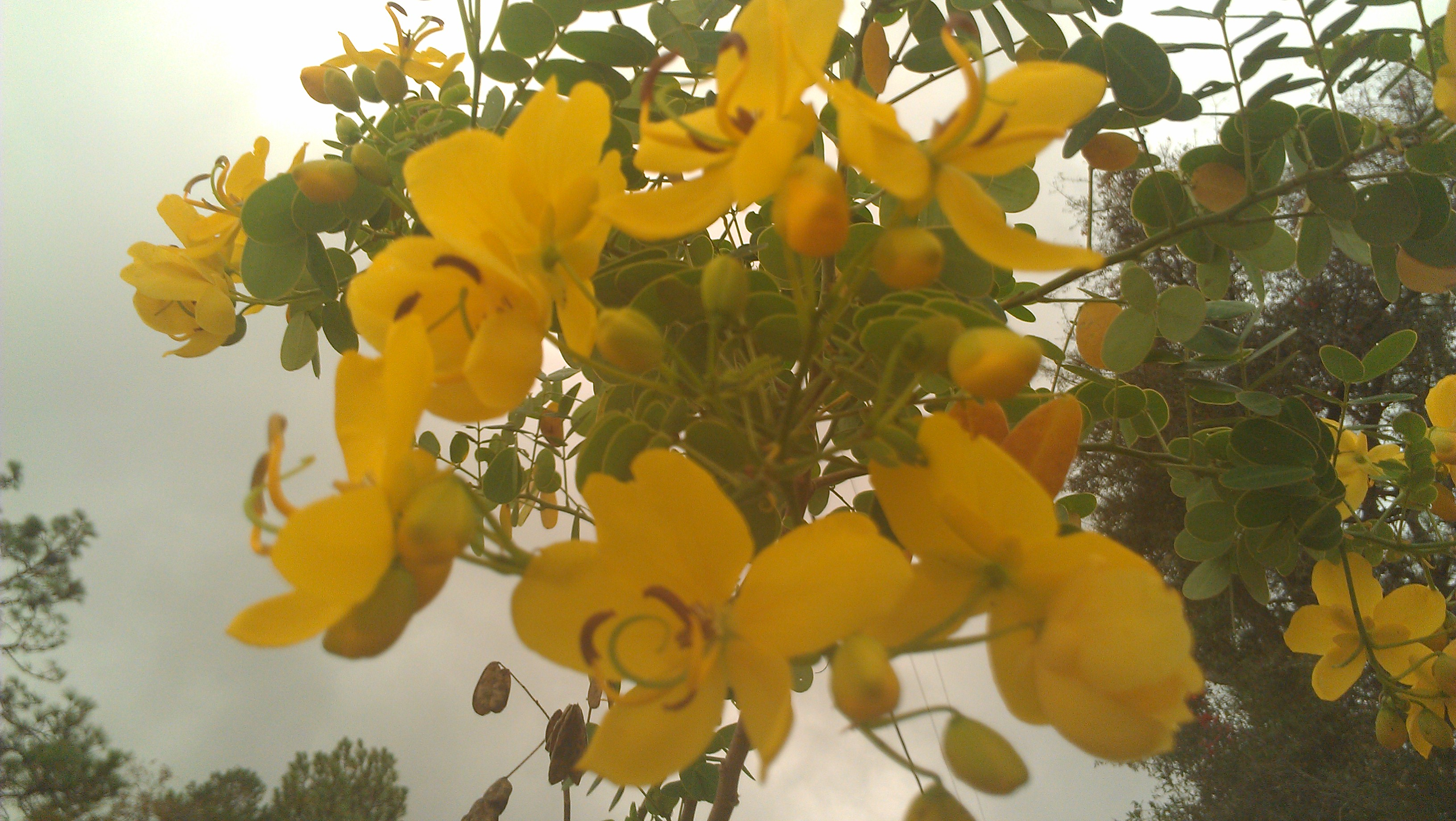
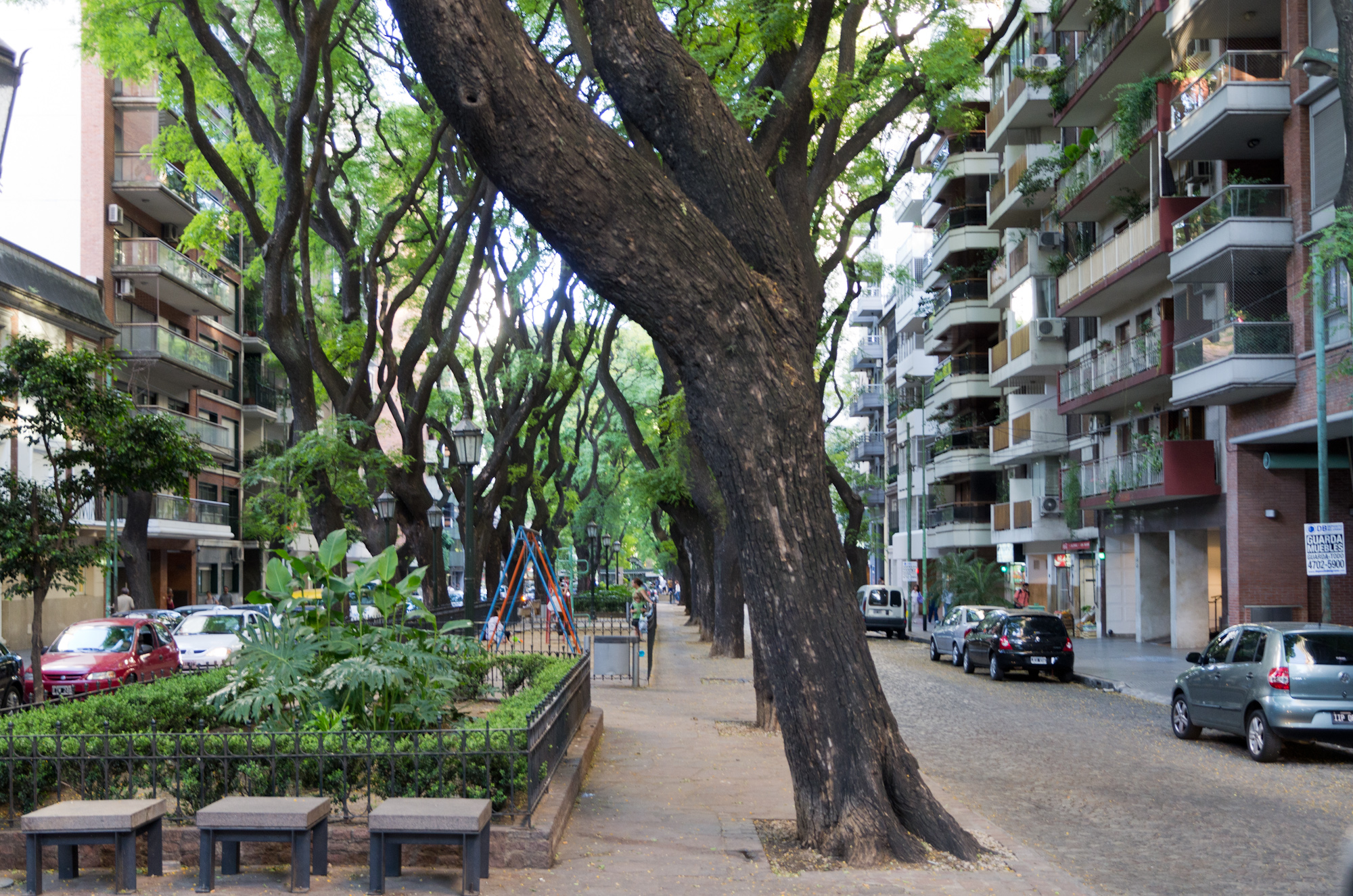